# Jambusar
Jambusar là một thành phố và khu đô thị của quận Bharuch thuộc bang Gujarat, Ấn Độ.

## Địa lý
Jambusar có vị trí 22°03′B 72°48′Đ / 22,05°B 72,8°Đ Nó có độ cao trung bình là 4 mét (13 feet).

## Nhân khẩu
Theo điều tra dân số năm 2001 của Ấn Độ, Jambusar có dân số 38.771 người. Phái nam chiếm 52% tổng số dân và phái nữ chiếm 48%. Jambusar có tỷ lệ 67% biết đọc biết viết, cao hơn tỷ lệ trung bình toàn quốc là 59,5%: tỷ lệ cho phái nam là 75%, và tỷ lệ cho phái nữ là 59%. Tại Jambusar, 14% dân số nhỏ hơn 6 tuổi.